# سوق جرم (الحيمة الداخلية)

تعديل مصدري - تعديل

سوق جرم هي إحدى قرى عزلة الأحبوب بمديرية الحيمة الداخلية التابعة لمحافظة صنعاء، بلغ تعداد سكانها 16 نسمة حسب تعداد اليمن لعام 2004.